# Troy Duster
Troy Smith Duster (* 11. Juni 1936 in Chicago) ist ein US-amerikanischer Soziologe, der als Professor an der University of California, Berkeley lehrte und 2005 als Präsident der American Sociological Association (ASA) amtierte. Er wurde durch seine kritischen Beiträge zur Rassismus-Forschung bekannt.
Duster machte 1957 einen Bachelor-Abschluss im Fach Journalismus an der Northwestern University in Evanston (Illinois) und das Master-Examen (Soziologie) 1959 an der University of California, Los Angeles. 1962 wurde er an der Northwestern University zum Ph.D. promoviert. Seit 1967 wirkte er in verschiedenen akademischen Positionen an der University of California in Berkeley, erst als Forschungsassistent, dann ab 1970 als Associate Professor und von 1979 bis 1999 als Professor. Von 1999 bis 2012 war er Silver Professor an der New York University. Nach seiner Emeritierung wurde er Chancellor’s Professor und Senior Fellow am Warren Institute on Law and Social Policy der University of California, Berkeley.
Für 2022 wurde Duster der John Desmond Bernal Prize der Society for Social Studies of Science zugesprochen.
Duster ist ein Enkel der Journalistin und Bürger- und Frauenrechtlerin Ida B. Wells. Seine Mutter war Alfreda Duster (1904–1983), eine Sozialarbeiterin.

## Schriften (Auswahl)
- Mit Michael K. Brown und anderen: Whitewashing race. The myth of a color-blind society. University of California Press, Berkeley/London 2005, ISBN 978-0-5202-4475-7
- Race. Essays on the concept and its uses in multi-racial and multi-cultural societies. Fernuniversität Hagen, Hagen 1995.
- Backdoor to eugenics. Routledge, New York 1990, ISBN 0415901545 (2. Auflage: Routledge, New York 2003, ISBN 0415948053).
- The legislation of morality. Law, drugs, and moral judgment. Free Press, Ne York 1970.